# Lliga serbo-montenegrina de bàsquet
La lliga serbo-montenegrina de bàsquet, anomenada Prva Liga, va ser la competició de bàsquet de clubs professionals masculins de nivell més alt a la República Federal de Iugoslàvia i més tard de Sèrbia i Montenegro.
Quan Sèrbia i Montenegro es van separar el 2006, la lliga va deixar d'existir i es dividí en dues lligues, la Lliga sèrbia de bàsquet i la Lliga montenegrina de bàsquet.

## Historial
| Temporada                                   | Campió                                      | Sèrie final                                 | Finalista                                   |
| Lliga de la República Federal de Iugoslàvia | Lliga de la República Federal de Iugoslàvia | Lliga de la República Federal de Iugoslàvia | Lliga de la República Federal de Iugoslàvia |
| ------------------------------------------- | ------------------------------------------- | ------------------------------------------- | ------------------------------------------- |
| 1992–93                                     | Crvena zvezda                               | 3–2                                         | Partizan                                    |
| 1993–94                                     | Crvena zvezda                               | 3-1                                         | Partizan                                    |
| 1994–95                                     | Partizan                                    | 3–2                                         | TG Borovica Ruma                            |
| 1995–96                                     | Partizan                                    | 3–2                                         | BFC Beočin                                  |
| 1996–97                                     | Partizan                                    | 3–1                                         | FMP                                         |
| 1997–98                                     | Crvena zvezda                               | 3–1                                         | FMP                                         |
| 1998–99                                     | Budućnost                                   | Budućnost                                   | Budućnost                                   |
| 1999–00                                     | Budućnost                                   | 3–0                                         | Partizan                                    |
| 2000–01                                     | Budućnost                                   | 3–2                                         | Partizan                                    |
| 2001–02                                     | Partizan ICN                                | 3–2                                         | Budućnost                                   |
| Lliga de Sèrbia i Montenegro                |                                             |                                             |                                             |
| 2002–03                                     | Partizan Mobtel                             | 3–0                                         | FMP                                         |
| 2003–04                                     | Partizan Mobtel                             | 3–1                                         | Hemofarm                                    |
| 2004–05                                     | Partizan Pivara MB                          | 3–1                                         | Hemofarm                                    |
| 2005–06                                     | Partizan Pivara MB                          | 3–0                                         | Crvena zvezda                               |

## Palmarès
| Club          | Campió | Finalista |
| ------------- | ------ | --------- |
| Partizan      | 8      | 4         |
| Crvena zvezda | 3      | 1         |
| Budućnost     | 3      | 1         |
| FMP           | 0      | 3         |
| Hemofarm      | 0      | 2         |
| BFC Beočin    | 0      | 1         |
| Borovica      | 0      | 1         |